# Sangokushi
Yokoyama Mitsuteru Sangokushi (яп. 横山光輝 三国志) — японская манга, автором которой является Мицутэру Ёкояма, сюжет манги основан на китайском классическом романе «Троецарствие». По мотивам манги были выпущены 2 полнометражных мультфильма, как ТВ-спэшлы. Первый фильм был выпущен 20 марта 1985 года, второй — 22 августа 1986 года. Также по мотивам манги по телеканалу TV Tokyo с 18 октября 1991 года по 29 сентября 1992 года. Всего выпущено 47 серий аниме. Сериал также транслировался на территории арабских стран. В 1992, 1993 и 1994 годах были выпущены 3 полнометражных мультфильма.
По мотивам манги с 1986 по 2008 года было выпущено 47 компьютерных игр для MSX, NES, Amiga, SNES, Sega Genesis, PC, Sega Saturn, Sega 32X, Playstation, Dreamcast, PS2, PSP, Wii.
Автор манги Мицутэру Ёкояма получил премию от ассоциации японских мультипликаторов в 1991 году за «выдающиеся достижения».

## Сюжет
Действие происходит в Kитае, в 184 году до нашей эры. Государство Хань потонуло в коррупции и находится на грани распада, что приводит к вспышкам многочисленных восстаний. Простой крестьянин по имени Хэбэй узнаёт, что является потомком бывшего императора, и решает сам занять трон, чтобы править царством справедливо. Ему дают обет два брата: Гуань Юй и Чжан Фэй.

## Роли озвучивали
- Дайки Накамура — Лю Бэй
- Синпати Цудзи — Гуань Юй
- Кэйдзи Фудзивара — Чжан Фэй
- Ясунори Мацумото — Цао Цао
- Сё Хаяма — Чжугэ Лян
- Кадзуки Яо — Люй Бу
- Дзюроута Косуги — Чжао Юнь
- Сатоми Короги — Сян Лань (девочка)
- Кикуко Иноэ — Сян Лань (взрослая)
- Косукэ Мэгуро — Сяо Дунь
- Масахиро Андзай — Дянь Вэй
- Томомити Нисимура — Чжан Ляо
- Масаси Эбара — Сюнь Юй
- Мититака Кобаяси — Сюнь Юй